# Mime
Pour les articles homonymes, voir Mime (homonymie).

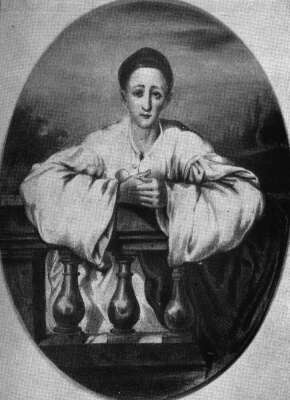
Le mime français Baptiste Deburau en Pierrot vers 1830.

Un mime est un acteur qui joue des rôles généralement muets, sans masque. Le mime est un genre théâtral dont les expressions principales sont l'attitude, la mimique et le geste. Il consiste à représenter un récit évocateur interprété par l'imaginaire du spectateur qui le reçoit. Dans la pantomime, sa forme narrative, le spectateur est conduit à ressentir les pensées et la vie intérieure de l'acteur.
Au XXe siècle, grâce au Français Étienne Decroux et les recherches de l'avant-garde russe, puis en particulier pendant la période 1970 - 2000, les styles de spectacles de mime se sont diversifiés, cette forme artistique contribuant alors au renouveau du théâtre.

## Étymologie
Le terme « mime », distinct du terme «pantomime», est « emprunté au latin mimus, « acteur de bas étage » et « farce de théâtre », du grec μῖμος / mīmos, « imitateur, acteur, bouffon » et « mime, sorte de comédie » ; le terme « pantomime » est emprunté au latin pantomimus « mime, comédien qui s'exprime au moyen de gestes », du grec παντόμιμος / pantómimos, « pantomime, comédien qui joue au moyen de gestes, sans le secours de la parole ».

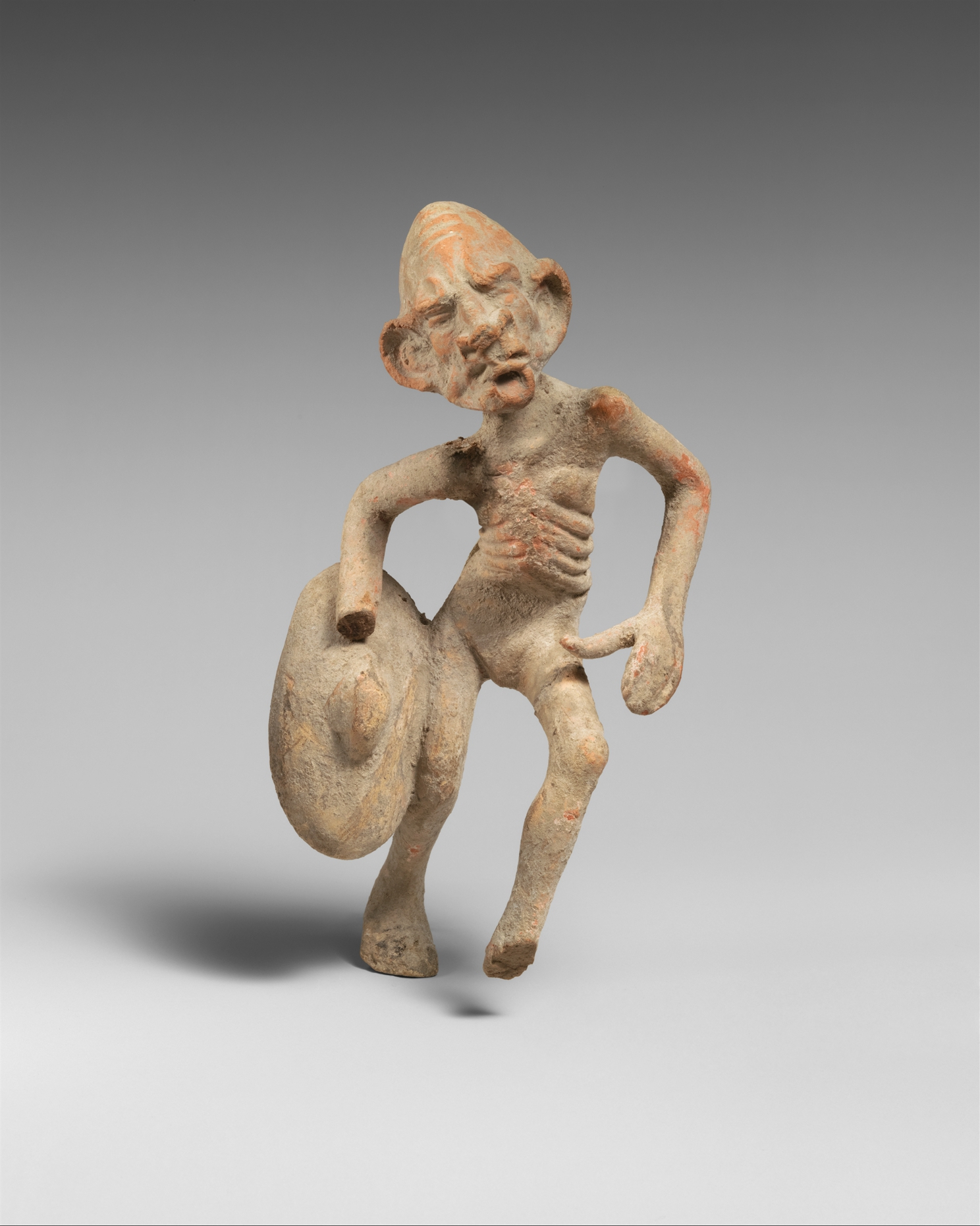
Mime tenant un bouclier, terre cuite, Grèce, au

## Historique du mime
L'origine du mime remonte aux cérémonies religieuses et festives de l'antiquité et connaît un âge d'or sous l'empire romain. 
Il a ensuite connu des périodes d'interdiction (sous Charlemagne et par l'Église) avant de revenir durant le XIXe siècle.

## Pantomime

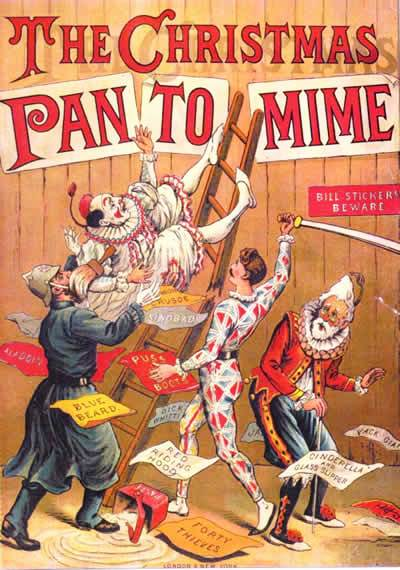
The Christmas Pantomime, affiche britannique de 1890.

La pantomime est un genre théâtral, spectacle narratif dansé, accompagné de musique, né à l'époque romaine, fondé sur le moyen d'expression de l'art du mime, plus difficilement accessible aux censures car son écriture est l'interprétation.
Disparue pendant le Moyen Âge occidental, elle renait dans l'ère moderne, avec Les Amours de Mars et de Vénus de John Weaver et va influencer le ballet jusqu'au XXe siècle. Jean-Georges Noverre, l'un des réformateurs du ballet au XVIIIe siècle, consacre plusieurs de ses Lettres sur la danse (1760) à l'art de la pantomime. Diderot, dans son livre Le Neveu de Rameau, illustre à de nombreuses reprises la pantomime, le rapport entre le mime et le théâtre.
Évoluant, elle se diversifie selon les régions :
- En Grande-Bretagne, elle devient une pièce (mise en scène traditionnelle à Noël) basée sur l'un des nombreux contes folkloriques, une comédie musicale, divertissement familial caractérisé par une histoire bien connue, des blagues ringardes, interaction avec le public (surtout les enfants), par le fait que les personnages incluent toujours une méchante vieille femme (du genre mère de Blanche-Neige) jouée par un homme et un jeune homme vaillant et bon (du genre prince charmant) joué par une jeune femme.
- En France, l'aspect dansé s'efface : Étienne Decroux crée son école à Paris en 1940, suivi en 1956 par Jacques Lecoq, et en 1978 par Marcel Marceau. Isidore Isou présente, dans l'un des chapitres de son livre Fondements pour la transformation intégrale du théâtre (Bordas, 1953), le pantomime ciselant (ou destructif) qui propose l'enchaînement des expressions mimiques les unes à la suite des autres dans le rejet de l'anecdote générale, aboutissant progressivement à l'anéantissement de la gestuelle significative, narrative par des successions de gestes gratuits sans signification.
- Au Japon, à la suite du traumatisme de Hiroshima et de Nagasaki, Tatsumi Hijikata et Kazuo Oono créent le "buto", la "danse des ténèbres". Si l'art de Tatsumi Hijikata relève effectivement de la danse, celui de Kazuo Ōno correspond au mime[7].

En 1908, Paul-Henry Burguet dans son film L'Empreinte ou la Main rouge réalise une adaptation de la pantomime Conscience, créée en 1901 au Kursaal de Genève, et reprise en 1903 à L'Olympia de Paris, un mimodrame signé de François Durel et Séverin, tiré lui-même d'une pièce plus ancienne intitulée Remords.

## Le mime en France
La pratique du mime est inscrite à l'inventaire du patrimoine culturel immatériel en France depuis 2017. La ville de Périgueux accueille chaque année le festival Mimos entièrement consacré aux arts du Mime et du Geste.

## Mimes ou pantomimes renommés
- Pylade, Ier siècle av. J.-C.
- Bathylle, Ier siècle av. J.-C.

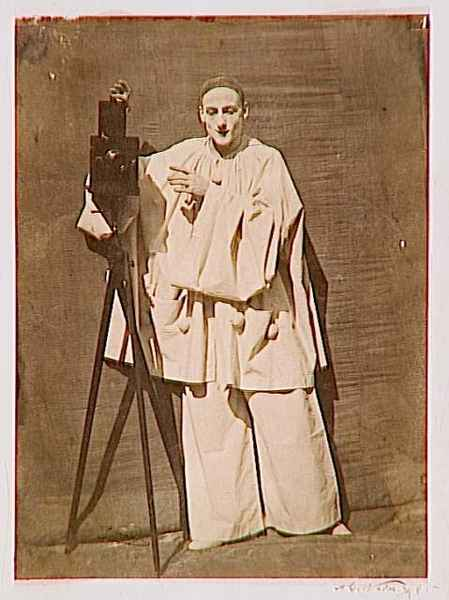
Pierrot photographe (Charles Deburau), par Nadar, 1854.

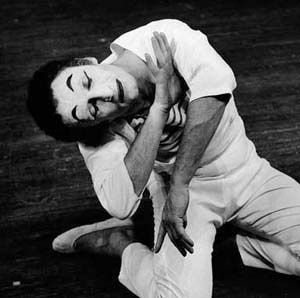
Le mime Marceau, Bip, en action (1963) - Photo d'Erling Mandelmann

- Jean-Gaspard Deburau (1796-1846), créateur du personnage du Pierrot
- Paul Legrand (1816–1898)
- Charles Deburau (1829-1873)
- Louis Rouffe (1849-1885)
- Théodore Jammet (1857-1935), dit « Le mime Thalès »
- Séverin Cafferra (1863-1930), dit « Le mime Séverin »
- Georges Wague (1874-1965)
- Harpo Marx (1888-1964)
- Charlie Chaplin (1889-1977)
- Buster Keaton (1895-1966)
- Étienne Decroux (1898-1991)
- Kazuo Ōno (1906-2010)
- Jean-Louis Barrault (1910-1994)
- Henryk Tomaszewski (1919-2001)
- Jacques Lecoq (1921-1999)
- Marcel Marceau (1923-2007), dit « Le mime Marceau »
- Pierre Boulanger (1928-1978)
- Maximilien Decroux (1930-2012)
- Adam Darius (1930-2017)
- Isaac Alvarez (1930-2020)
- Milan Sladek (né en 1938)
- Carlos Martínez Álvarez (né en 1955)
- Michel Courtemanche (né en 1964)
- Patrik Cottet-Moine (né en 1964)
- Pablo Zibes (né en 1971) (Argentine).
- Vahram Zaryan (en) (France, Arménie)
- Will Spoor (Pays-Bas), Jérôme Dechamps, Farid Chopel, Pierre Byland et Philippe Gautier (France), Remondi et Caporossi (Italie), Théâtre de Complicité (Grande-Bretagne), Ctibor Turba, Boleslav Polivka (République tchèque), Akademia Ruchu (Pologne), les Mummenschanz, Peter Wyssbrod (Suisse), Compagnie Alberto Vidal et de Fura dels Baus (Espagne), Compagnie Licedeï de Slava Polunin (Russie), Thomas Leabhart (États-Unis)[11],[12].

## Compagnies actives depuis 2010
- Familie Flöz (Berlin)
- Théâtre du mouvement, ou Kakha Bakuradze's Movement Theatre Tbilisi Georgia (Avenue Davit Agmashenebeli (en), no 182 bis, entrée dans le parc Mushtaidi) (Tbilissi)
- Vahram Zaryan Company (Paris)[13]